# 크리스천 콘베리
크리스천 콘베리(Christian Convery, 2009년 11월 10일 ~ )는 캐나다의 배우이다.